# Occupazione della Banca Ottomana
L'occupazione della Banca ottomana (in turco Osmanlı Bankası Baskını; in armeno Պանք Օթօմանի գրաւումը?, Bank Otomani k'ravumĕ "Presa della Banca ottomana") da parte di membri della Federazione rivoluzionaria armena (Partito Dashnak) ebbe luogo a Istanbul, la capitale dell'Impero ottomano, il 26 agosto 1896. Nel tentativo di aumentare la consapevolezza e l'azione delle principali potenze europee, 28 uomini e donne armati e guidati principalmente da Papken Siuni e Armen Garo occuparono la banca che impiegava in gran parte personale europeo proveniente dalla Gran Bretagna e dalla Francia. Mossi in gran parte a causa dell'inazione delle potenze europee in merito ai massacri hamidiani avviati dal sultano Abdul Hamid II, i membri della Federazione rivoluzionaria armena videro il sequestro come il loro miglior tentativo per portare alla piena attenzione la loro situazione. La Banca ottomana, all'epoca, fungeva da importante centro finanziario sia per l'Impero che per i paesi europei.
Armati di pistole, granate, dinamite e bombe a mano, il sequestro della banca durò 14 ore, provocando la morte di dieci uomini armeni e soldati ottomani. La reazione ottomana all'occupazione vide ulteriori massacri e pogrom di 6.000 armeni che vivevano a Costantinopoli e lo stesso sultano, Hamid, minacciò l'intero edificio stesso. L'intervento da parte dei diplomatici europei in città riuscì però a persuadere gli uomini a cedere, assegnando un passaggio sicuro ai sopravvissuti in Francia. Nonostante il livello di violenza perpetrato dai turchi, l'occupazione fu riportata positivamente dalla stampa europea, lodando gli uomini per il loro coraggio e gli obiettivi che tentarono di raggiungere. Tuttavia, a parte l'emissione di una nota che condannava i pogrom nella città, le potenze europee non mantennero le loro promesse di applicare le riforme nel paese, nel mentre che i futuri massacri di armeni continuavano a verificarsi.

## Sfondo
Contrariamente alle affermazioni ottomane, gli armeni subirono persecuzioni e un'assimilazione forzata sotto il dominio ottomano. Gli armeni vivevano nei propri villaggi e quartieri cittadini, separati dai musulmani. Erano soggetti a pesanti tassazioni e venivano declassati come un gruppo separato della società ottomana, chiamato millet. Vari armeni che erano risentiti per la persecuzione ottomana presero le armi per difendere i loro diritti fondamentali. Ciò fece infuriare il sultano 'Abdu'l-Hamid II che vedeva la piccola resistenza come una minaccia al suo potere. Nel 1890, fino a 300.000 armeni erano stati massacrati per ordine implicito del sultano Hamid, nei massacri comunemente noti come massacri hamidiani.

## Attività

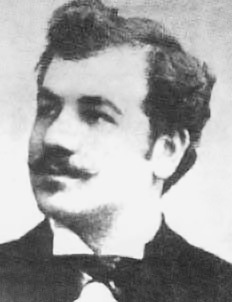
Armen Garo è stato uno dei principali pianificatori che sopravvisse.

### Pianificazione
La Federazione rivoluzionaria armena tentò di fermare l'assassinio di armeni e pianificò l'occupazione della banca per ottenere l'attenzione e l'intervento delle potenze mondiali. Il piano per occupare la Banca ottomana fu ideato da Papken Siuni, che avrebbe guidato l'operazione insieme al suo assistente capo, Hrach Tiryakian. Quando Armen Garo accettò di prendere parte all'atto nel febbraio 1896, iniziarono gli accordi per preparare l'irruzione. Fin dall'inizio, la Federazione rivoluzionaria armena distribuiva volantini alla popolazione in generale dell'Impero ottomano affermando che la loro lotta non era contro di loro ma contro l'oppressione dell'Impero ottomano. La decisione di occupare la Banca ottomana era strategica poiché essa deteneva molti tesori europei che avrebbero quindi attirato l'attenzione degli europei. Inoltre "oltre agli interessi delle potenze europee, anche i vari mercati finanziari avrebbero subito pesanti perdite a causa della distruzione delle loro proprietà".

### Attacco e occupazione
Mercoledì 26 agosto 1896, alle 13:00, 26 armeni della Federazione rivoluzionaria armena, armati di pistole e granate e guidati da Papken Siuni, attaccarono e occuparono la Banca ottomana di Costantinopoli. Gli uomini entrarono nella grande sala della Banca ottomana armati di revolver, pugnali e bombe dinamite. Formandosi in piccoli gruppi, furono avvicinati da una delle guardie bancarie albanesi che fu sparato, innescando una sparatoria tra gli armeni e il resto delle guardie della banca. Durante la parte iniziale dell'operazione, nove degli aggressori, incluso il leader Papken Siuni, vennero uccisi nello scontro a fuoco e il ruolo di capo dell'operazione fu assunto da Armen Garo.
Venne presentato un elenco di minacce e di richieste politiche che se non fossero state soddisfatte, sarebbero stati giustiziati tutti gli ostaggi Chiarirono che il loro obiettivo era quella di dettare la loro volontà politica.

### Violenza di massa
Il ponte di Galata collegava la parte vecchia e quella nuova della città attraverso lo stretto estuario che si snodava nell'entroterra dal Corno d'Oro. Da un lato le strade acciottolate salgono dal ponte al Palazzo Topkapi e agli uffici governativi. Dall'altro lato il ponte si apre al quartiere finanziario di Galata (oggi Karaköy), dalle cui strade strette si snodano su altre colline fino alla zona alla moda di Pera (oggi Beyoğlu) e infine a Piazza Taksim in cima. Su questo lato del ponte gli uomini armeni si concentrarono a Galata, Tünel e Tarlabasi intorno a Pera. Una folla ottomana, composta principalmente da bashibazouk e softa (studenti dei seminari teologici), si impossessò di un albergo nella città di Costantinopoli. Le bombe, i colpi e i missili piovvero sulle teste dei passanti, ferendo molte persone. La folla che circondava la riva si estendeva a diversi villaggi sul Bosforo, incluso Tepe bashi e sulla costa asiatica del Mar di Marmara. Le armi usate dalla popolazione erano mazze e coltelli. Gli ulema e i softa, "la maggior parte dei quali risiedeva a Costantinopoli, attraversarono di corsa il ponte verso Pera e Galata, ma furono accolti da squadre di cavalleria che li costrinsero a tornare indietro, limitando così i loro sforzi al massacro degli armeni nella vicina regione.
I soldati ottomani tagliarono il ponte, impedendo così che la rivolta aumentasse, ma dietro le barricate la lotta mortale tra i due gruppi proseguì con poco rumore. Con il progredire del massacro, furono lanciate bombe e colpi di pistola sparati dalle case in vari punti senza alcun obbiettivo apparente. Al deposito ferroviario di Punta Seraglio un ufficiale chiese che gli fossero consegnati una quindicina di impiegati armeni della Oriental Express.
Diverse fonti contengono anche rapporti di ebrei della città che aiutarono simultaneamente gli armeni prendendoli al riparo delle loro case, così come di loro che si unirono alla folla musulmana e parteciparono al saccheggio di negozi e case armene.

### Negoziati

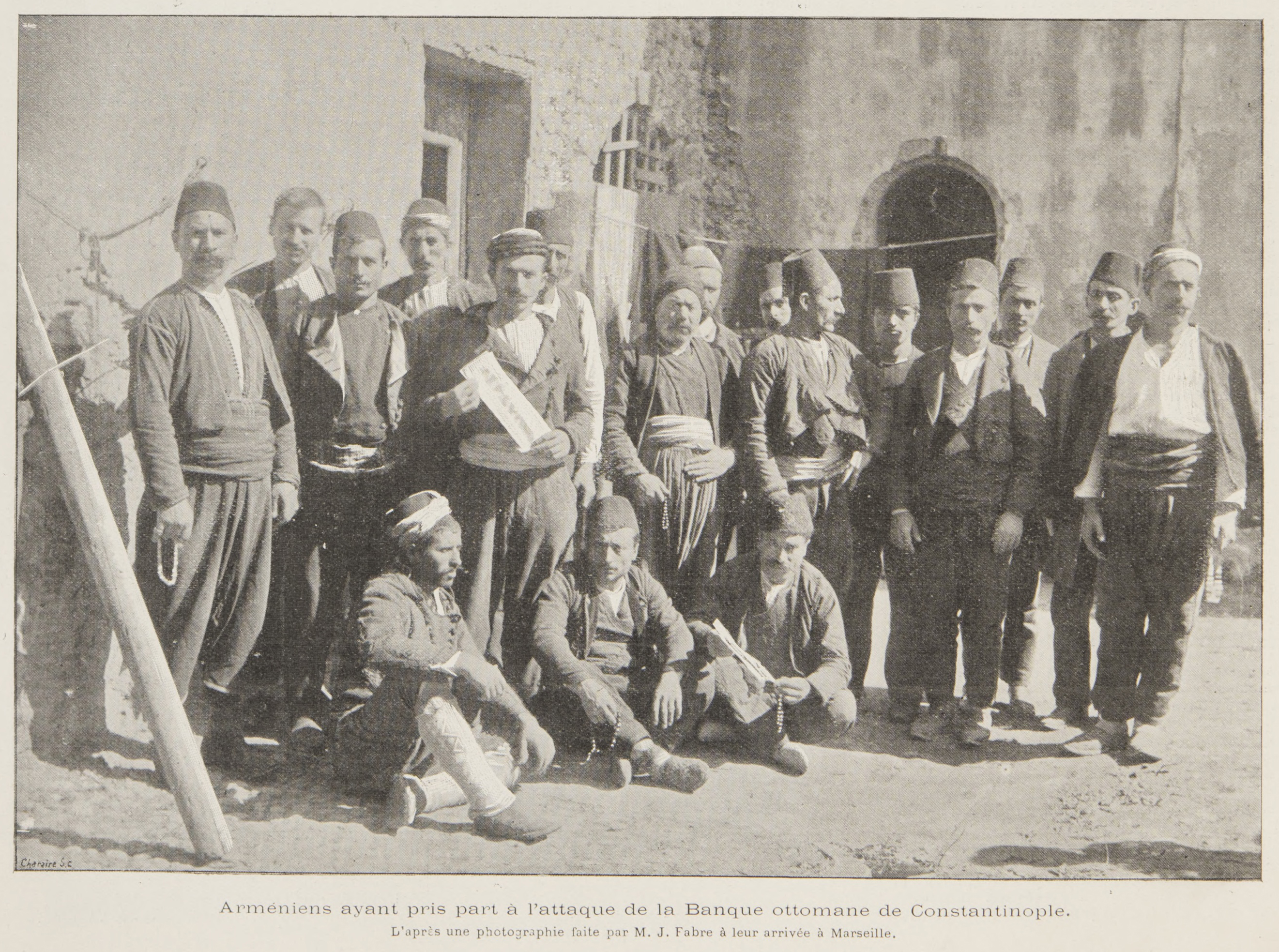
Membri sopravvissuti all'acquisizione dopo il loro arrivo a Marsiglia.

Lo stesso giorno, i rivoluzionari inviarono una lettera alle maggiori potenze europee chiedendo che il sultano promettesse di prestare attenzione alle loro richieste e di consegnare la soluzione della questione armena a un giudice internazionale. Altrimenti, il terzo giorno, avrebbero fatto saltare in aria se stessi e la banca. Il seguente manifesto fu rilasciato al pubblico ottomano:
Dopo quattordici ore di occupazione e respingendo i tentativi del governo di riprendere la banca, gli ambasciatori d'Europa, principalmente attraverso i buoni uffici del console russo Maxmiov, e il direttore della banca, Sir Edgar Vincent (Signore di Abernon), riuscirono a persuadere gli uomini armeni a lasciare la banca, promettendo di soddisfare le loro richieste e di garantire loro un passaggio sicuro dalla banca. Il segretario Sir Edgar, disse che la loro azione avrebbe alienato le potenze europee e avrebbe causato uno "spaventoso massacro degli armeni", ma risposero che se fossero morti lo avrebbero fatto come martiri e patrioti. Venne assicurata loro la grazia e la partenza senza ostacoli dalla città a bordo dello yacht privato di Sir Edgar Vincent.

## Conseguenze

### Massacri
La punizione ordinaria contro la popolazione armena a Costantinopoli fu rapida e brutale. Gli ottomani fedeli al governo iniziarono a massacrare gli armeni nella stessa Costantinopoli. Due giorni dopo l'occupazione, i softa e i bashibazouk ottomani, armati dal Sultano, si scatenarono e massacrarono migliaia di armeni che vivevano in città. Secondo i diplomatici stranieri a Costantinopoli, le autorità centrali ottomane ordinarono alla folla "di iniziare a uccidere gli armeni, indipendentemente dall'età e dal sesso, per la durata di 48 ore". Le uccisioni cessarono solo quando alla folla fu ordinato di desistere da tale attività dal sultano Hamid. Furono uccisi circa 6.000 - 7.000 armeni. Entro 48 ore dal sequestro della banca, le stime ammontavano a un numero di morti compreso tra 3.000 e 4.000, poiché le autorità non fecero alcuno sforzo per contenere le uccisioni di armeni e il saccheggio delle loro case e attività commerciali.
Il 15 settembre 1896, tre settimane dopo il raid nella banca, le autorità ottomane organizzarono un massacro nel villaggio di Egin, nella provincia orientale di Harput. Egin fu scelta come bersaglio perché era il luogo di origine del leader del gruppo di razziatori bancari, Papken Siuni. Secondo un rapporto dell'ambasciatore francese, le truppe ottomane uccisero "più di 2000 armeni" a Egin, compresi "molte donne e bambini". Un rapporto del console britannico ad Harput, citando dati forniti da un funzionario ottomano, afferma che furono uccisi in 1500, di cui 200 donne e bambini. Delle 1500 case situate nel quartiere armeno di Egin, 980 furono saccheggiate e bruciate. Secondo un altro rapporto del console britannico ad Harput, il pretesto utilizzato per attaccare il quartiere armeno della città era un "ordine indiretto" del Sultano secondo cui "gli armeni di Egin avrebbero potuto causare problemi e che le autorità locali avrebbero dovuto "prendere l'azione necessaria'". Lo stesso rapporto affermava che non c'era alcun movimento rivoluzionario e le vittime non avevano attaccatto. Alcune pistole e revolver furono trovati tra le rovine delle case bruciate. In segno di protesta contro tutti i massacri, i rappresentanti delle maggiori potenze indirizzarono una lettera offensiva al sultano. Lo scrittore Dadrian descrisse il massacro di Egin come un "caso di punizione collettiva attraverso l'omicidio di massa".

### Risposta internazionale
Gli obiettivi della Federazione rivoluzionaria armena erano stati parzialmente raggiunti attirando l'attenzione delle maggiori potenze.
Nonostante la natura dell'occupazione della banca, la brutalità subita dalla popolazione civile armena in seguito all'incidente oscurò l'incidente stesso, rinnovando la preoccupazione occidentale per la sicurezza armena nell'Impero ottomano. Il presidente degli Stati Uniti Grover Cleveland, rispondendo al diffuso sostegno alla causa armena galvanizzato dai missionari americani di stanza nell'Impero ottomano, condannò "la rabbia del fanatismo folle e del fanatismo crudele", i "resoconti non infrequenti sulla distruzione sfrenata delle case e il sanguinoso massacro di uomini, donne e bambini, fatti martiri della loro professione di fede cristiana".
Cleveland rifiutò la possibilità di affermare la forza militare americana per proteggere gli armeni nell'Impero ottomano, offrendo alloggio a coloro che cercavano di evitare i pericoli che li minacciano nei domini turchi.

## Riferimenti alla cultura di massa
Una canzone rivoluzionaria armena intitolata Papken Siuniyi Hishadagin o popolarmente conosciuta come Banca Ottomana parla degli eventi dell'occupazione.